# デニソン大学
デニソン大学（デニソンだいがく、Denison University）は、アメリカ合衆国オハイオ州グランビル村（コロンバス郊外）にある私立リベラル・アーツ・カレッジ。1831年創立。同学は高等教育委員会（HLC、旧北中部大学学校協会/NCA）により認定を受けている。学部生のみ約2,300人の学生を抱え、学生対教授の人数比は9:1、全講義の約70%は20人以下の学生数で行われているという、リベラル・アーツ・カレッジの特徴とも言える少人数制教育を徹底して行っている。同学はヒドゥン・アイビーの1つにも数えられている。USニューズ&ワールド・レポート誌が毎年出している大学ランキングでは、全米のリベラル・アーツ・カレッジの中で50位以内に入る評価を受けている。

## 沿革
1831年12月13日、ブラウン大学の卒業生であるジョン・プラットは、西方で布教にあたるバプテスト教会の聖職者を養成すべく、グランビル村の南にあった200エーカー（80.9ha）の農場内に、現在のデニソン大学の前身となるグランビル文学・神学校を開校し、その初代学長に就任した。この学校は神学教育に根差しながら、文学や科学の教育も行っていた。開校初学期は37人の学生で始まり、そのうち27人はグランビルの出身で、学生の約半数は15歳未満であった。最初の卒業式は1840年に行われ、古典を学んだ3人の卒業生を送り出した。
1845年、この時点ではまだ男子校であったグランビル文学・神学校は、正式にグランビル・カレッジに改称した。1853年、マスキンガム郡の農夫ウィリアム・S・デニソンは、グランビル・カレッジに10,000ドル（当時）を寄付した。大学側はこれを讃えて、校名を現在のデニソン大学に改名した。
| 1924年に建立したスウェイシー礼拝堂とその内部 |  | 1924年に建立したスウェイシー礼拝堂とその内部 |
| 1924年に建立したスウェイシー礼拝堂とその内部 |  |                                              |

南北戦争前夜には、デニソン大学の学生・教職員の多くが奴隷制度廃止運動に深く関わっていた。ギリシア・ラテン研究部門長を務めていたアサ・ドゥルーリー教授は、地元の奴隷制度廃止運動グループのリーダーでもあった。現在では学生寮の1つとなっているバンクロフト・ホールは、当時は逃亡奴隷をかくまった、地下鉄道の「駅」であった。
デニソン大学が男女共学化したのは20世紀に入ってからのことであるが、女子教育の前身は1832年にチャールズ・ソーヤーが創立したグランビル女子神学校にさかのぼる。この神学校はやがて、1859年にネイサン・S・バートンとその妻が創立した青年女子学校に取って代わられた。この青年女子学校は、1868年にダニエル・シェパードソン博士・牧師に売却され、1886年にシェパードソン女子大学に改称された。シェパードソン女子大学は1900年にデニソン大学の一部となり、1927年に統合された。
1887年、デニソン大学は学問を更に追究したい卒業生のために、大学院修士課程を設置した。その数年後には、博士課程が設置された。しかし、1926年、理事会はカリキュラムを刷新し、大学院を廃止して学部教育に専念することを決定した。
第二次世界大戦中、海軍および海兵隊における士官の需要急増に応えるべく、（海軍兵学校ではない）通常の大学で士官を養成することを目的としたV-12というプログラムが設けられ、デニソン大学を含む全米131大学が参加した。1960年代には、デニソン大学は教会から独立した。

## キャンパス

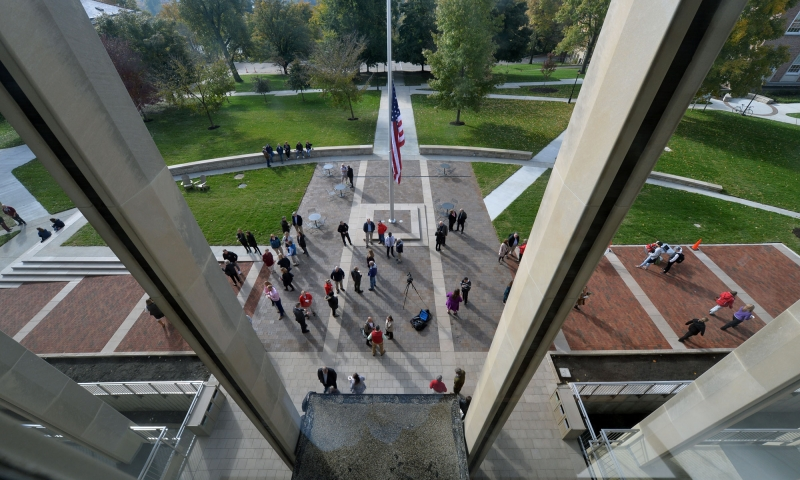
2018年に改装を終えたアカデミック・クアッドラングル

デニソン大学はオハイオ州の州都コロンバスから東へ約40km、グランビル村中心部のすぐ北に931エーカー（376.8ha）のキャンパスを構えている。このキャンパスは、1916年にフレデリック・ロー・オルムステッド・ジュニアらのオルムステッド・ブラザース事務所が設計した。
教育・研究用途の校舎はキャンパス南西部のアカデミック・クアッドラングルと呼ばれるエリアに集中している。同学のメインの図書館であるウィリアム・ハワード・ドーン図書館や、ドーン管理棟もアカデミック・クアッドラングルに建つ。自然科学系の教室や実験室、研究室等が入っている校舎は、その北西に隣接する、サイエンス・クアッドラングルにかたまって建っている。一方、アカデミック・クアッドラングルの東に広がるエリアはチャペル・ウォークと呼ばれ、大学のシンボルでもあるスウェイシー礼拝堂や、スウェイシー天文台等が建つ。学生寮はサイエンス・クアッドラングルのすぐ西、キャンパス西端のウェスト・レジデンシャル・クアッドラングル、その北に広がるノース・レジデンシャル・クアッドラングル、およびチャペル・ウォークの東、キャンパス東端のイースト・レジデンシャル・クアッドラングルの3エリアに建ち並んでいる。アカデミック・クワッドラングルやチャペル・ウォーク、およびレジデンシャル・クワッドラングル3エリアに囲まれたキャンパス中央部には、フットボールチームの本拠地であるディーズ・フィールド＝パイパー・スタジアムや、ミッチェル・アスレチック・センター、テニスコートなどの体育施設が設けられている。
アカデミック・クアッドラングルの南にも、村のメインの通りであるブロードウェイまでキャンパスが広がっている。このエリアには、デニソン美術館、マイケル・D・アイズナー舞台芸術センター、ブライアント芸術センターといった芸術施設や、宗教・精神生活センターオープンハウスが建つ。また、このエリアにはフラタニティとソロリティの活動場所となっている家屋も建ち並んでいる。
デニソン美術館は約9,000点の作品を収蔵し、その約1/3はアジアの作品で占められている。その多くはミャンマーおよび中国の作品であるが、日本の象牙製根付やベトナムの陶磁器も収蔵・展示している。加えて、同館は北中米（先住民族の手によるものも含む）の作品や、ヨーロッパの作品の収蔵・展示にも力を入れている。
最寄りの空港であるポート・コロンバス国際空港へは車で約25分を要する。同空港へは、同学が地元のシェア・ライド・カンパニーと提携して予約制のシャトルを運行している。

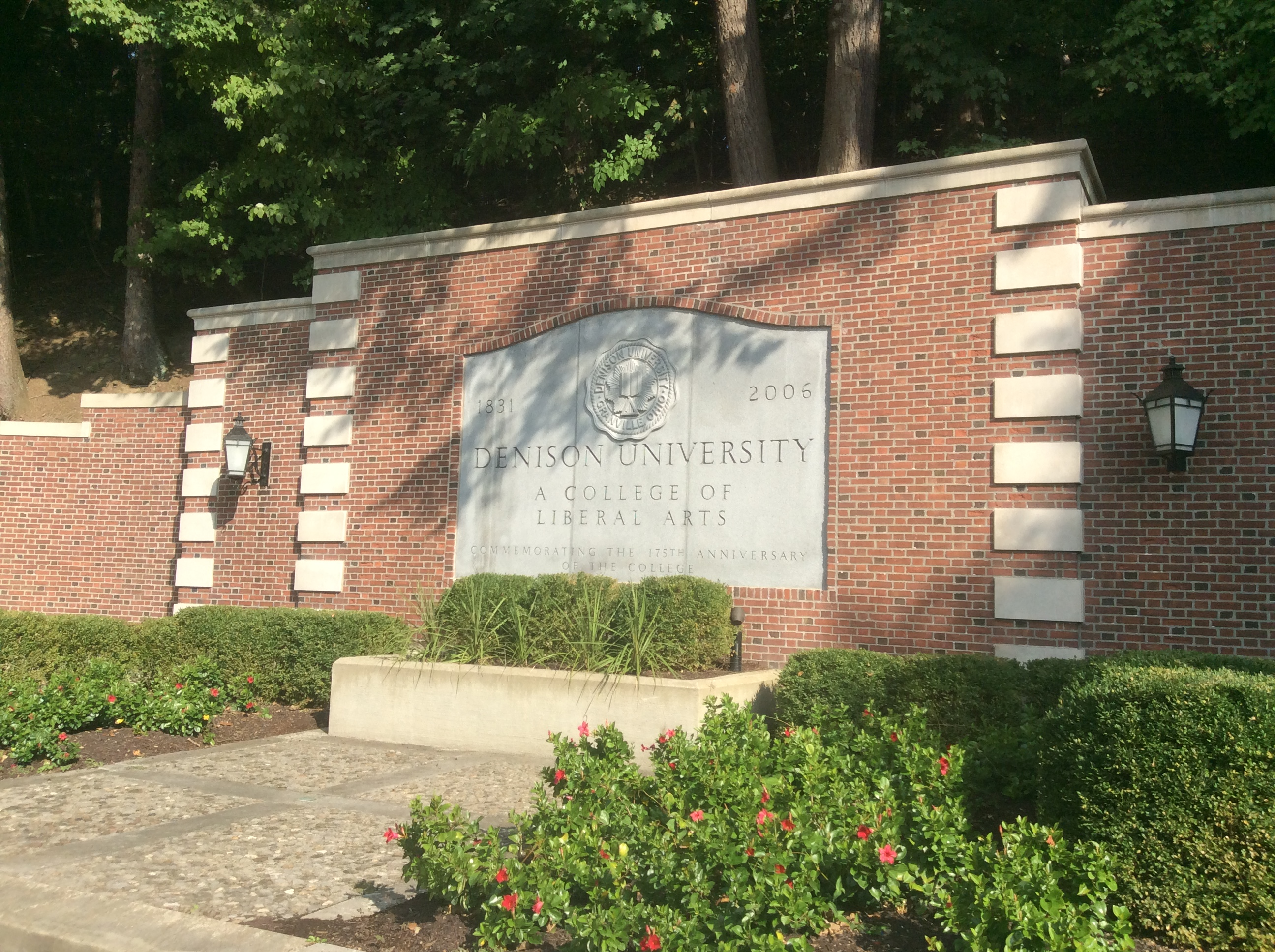
大学正門
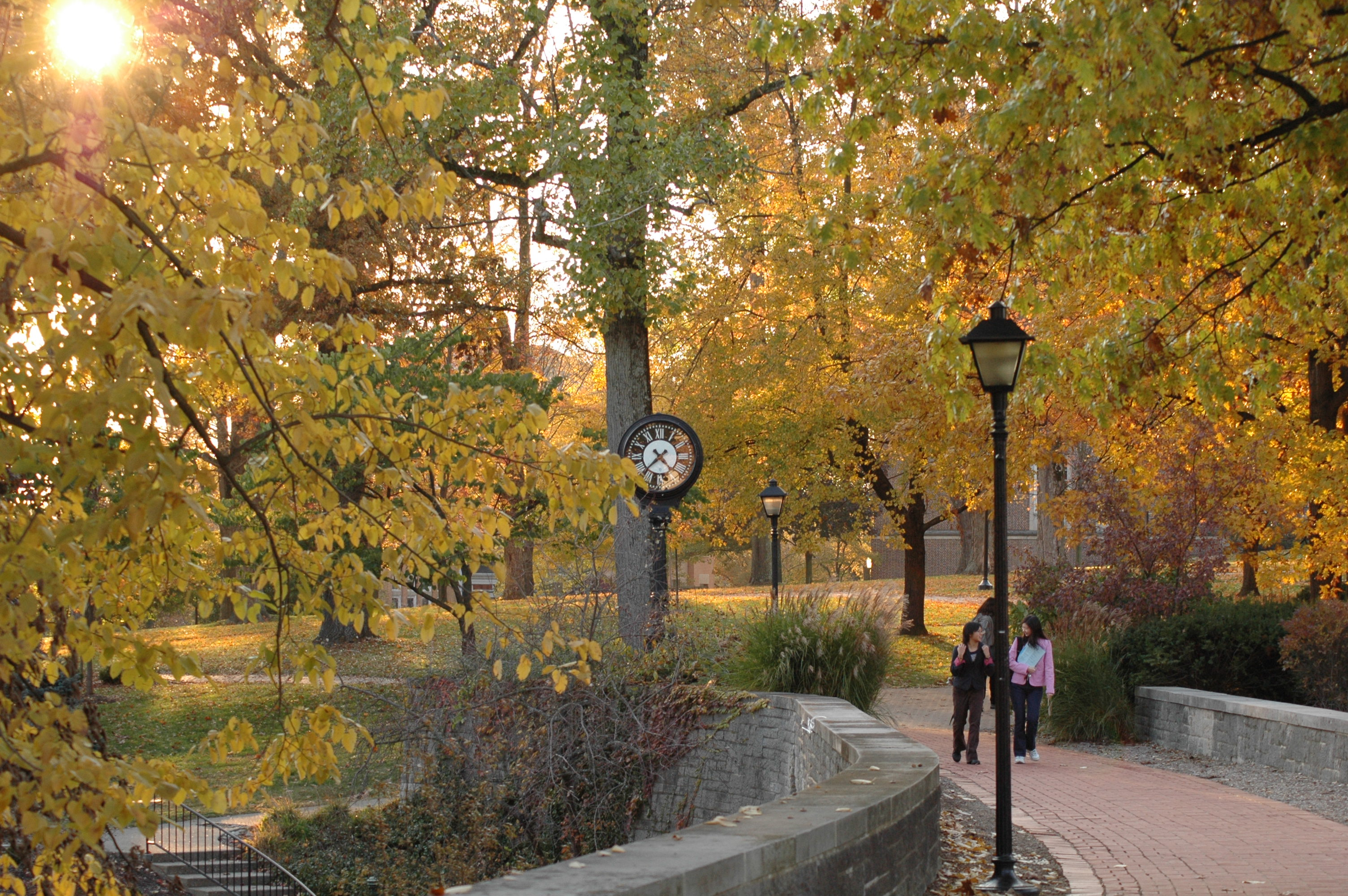
秋のアカデミック・クアッドラングル
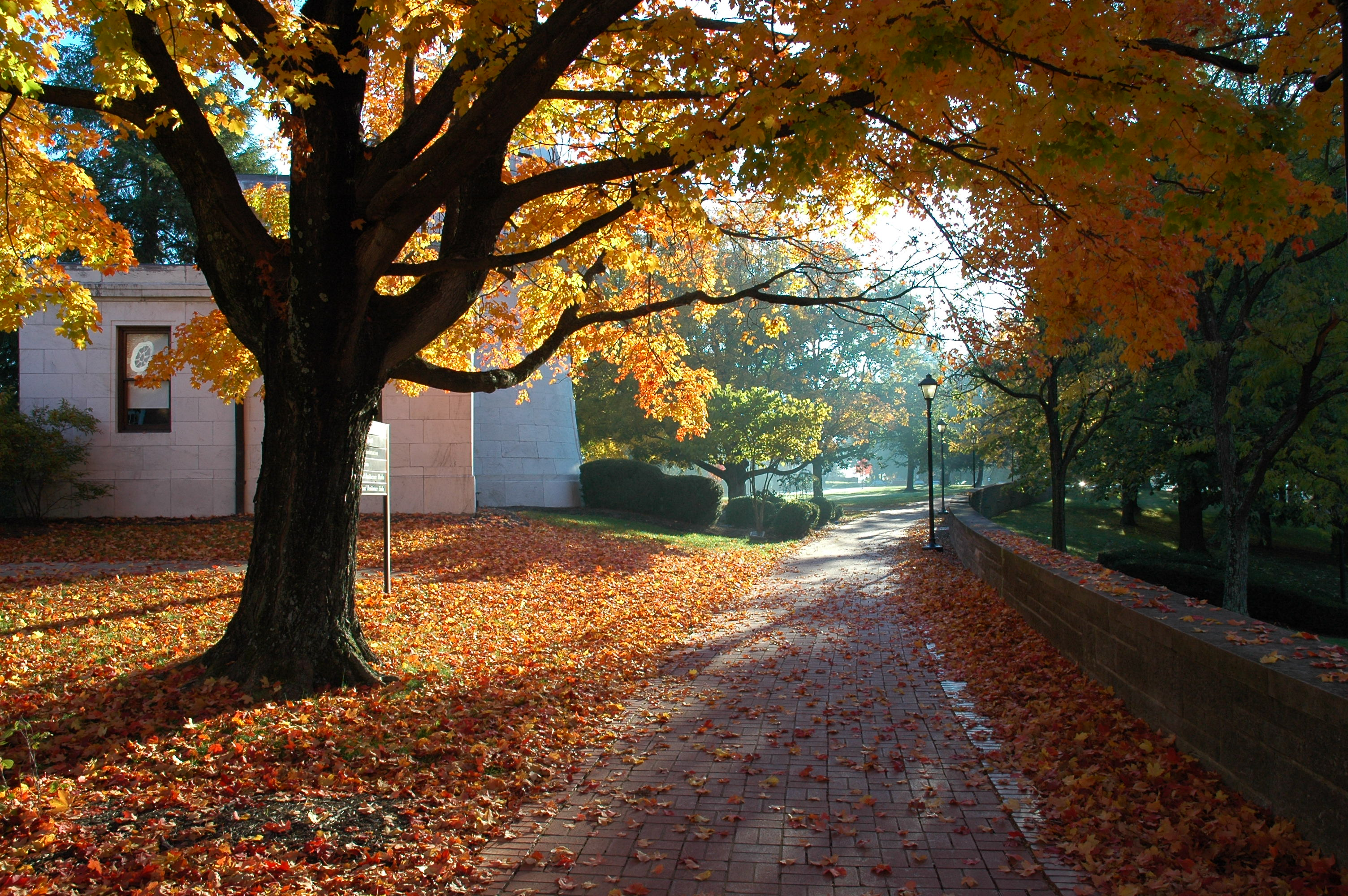
秋のチャペル・ウォーク
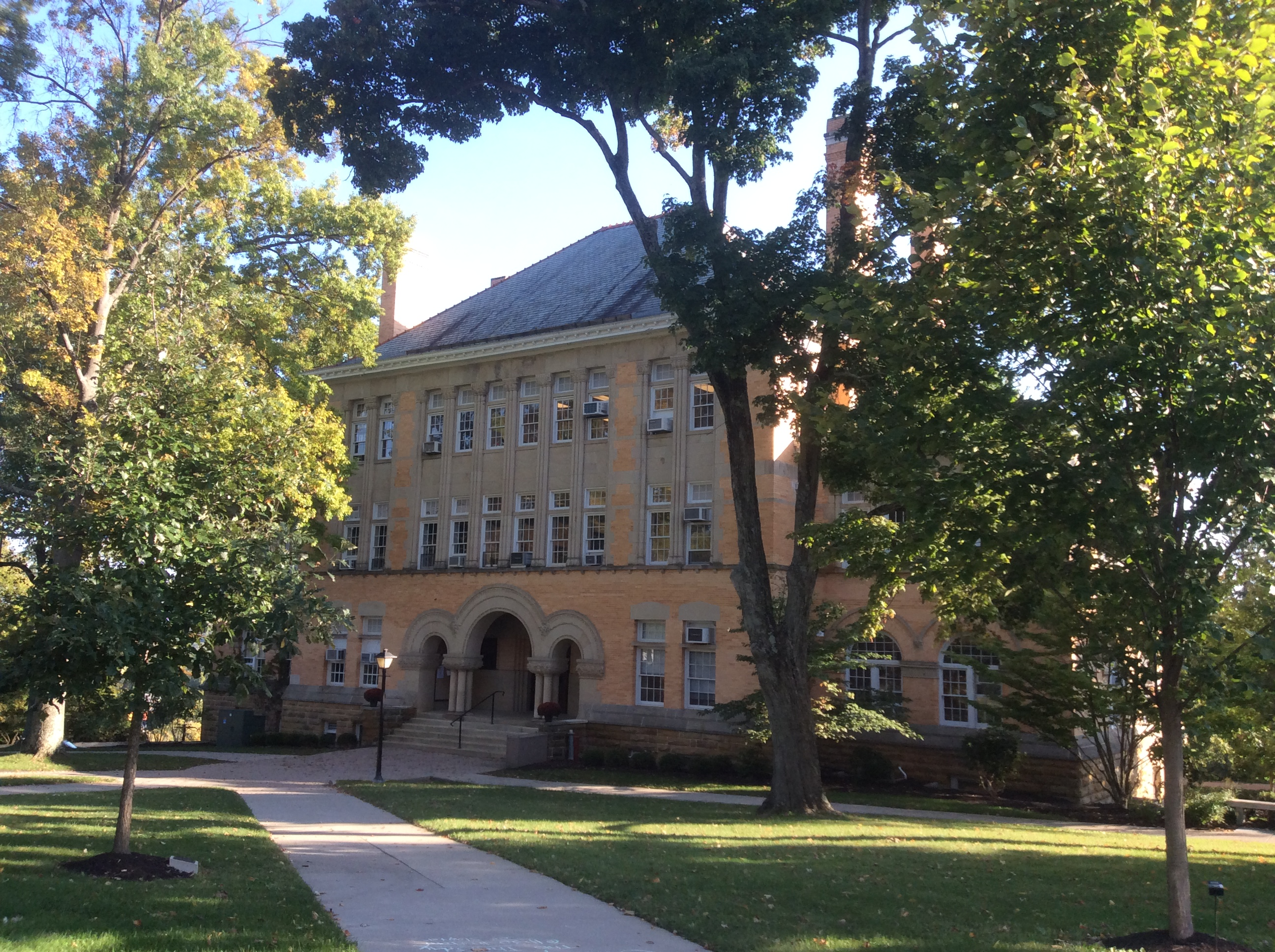
ドーン管理棟
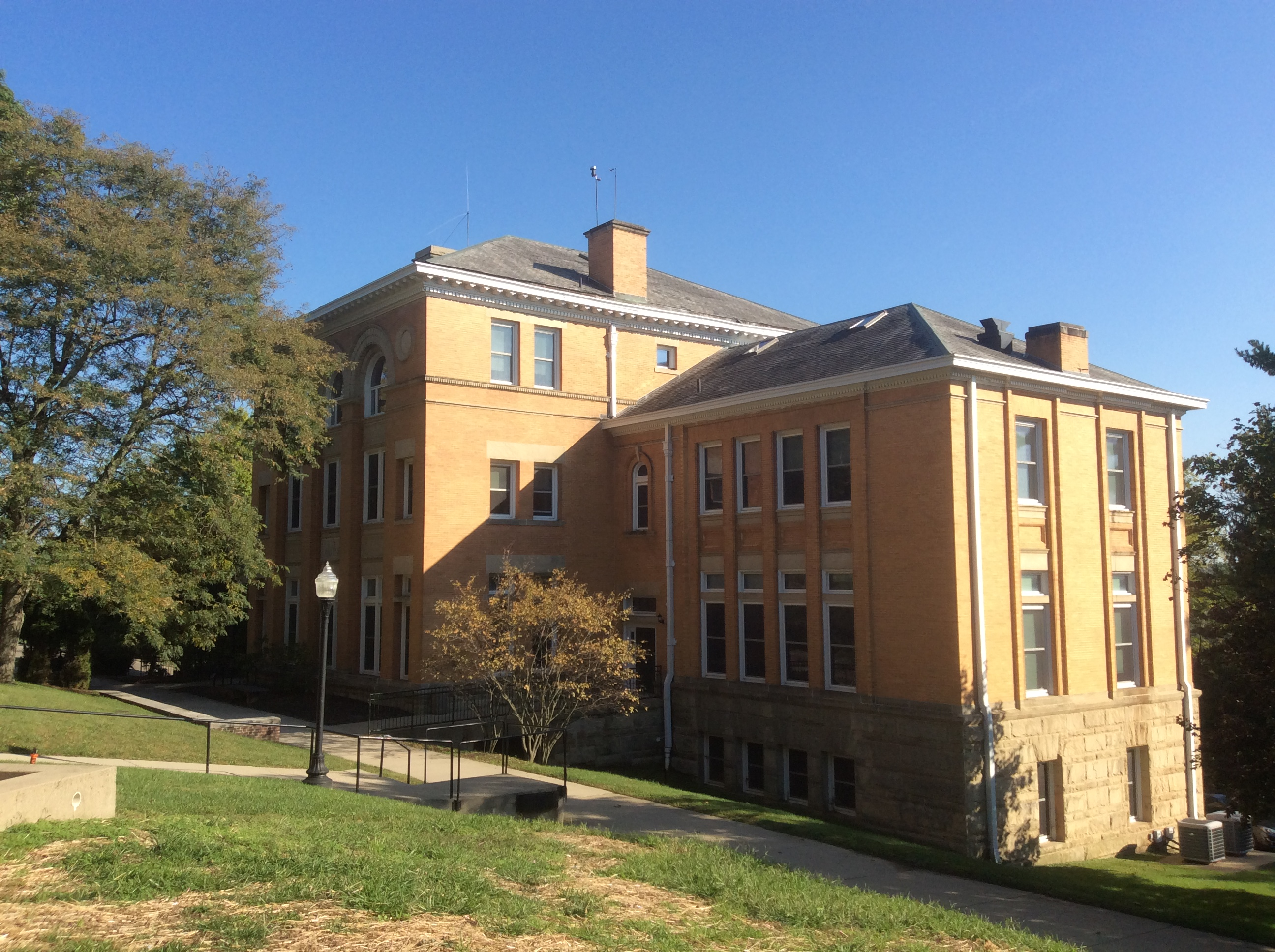
英語・英文学部門と環境研究部門が入っているバーニー・デイビス・ホール
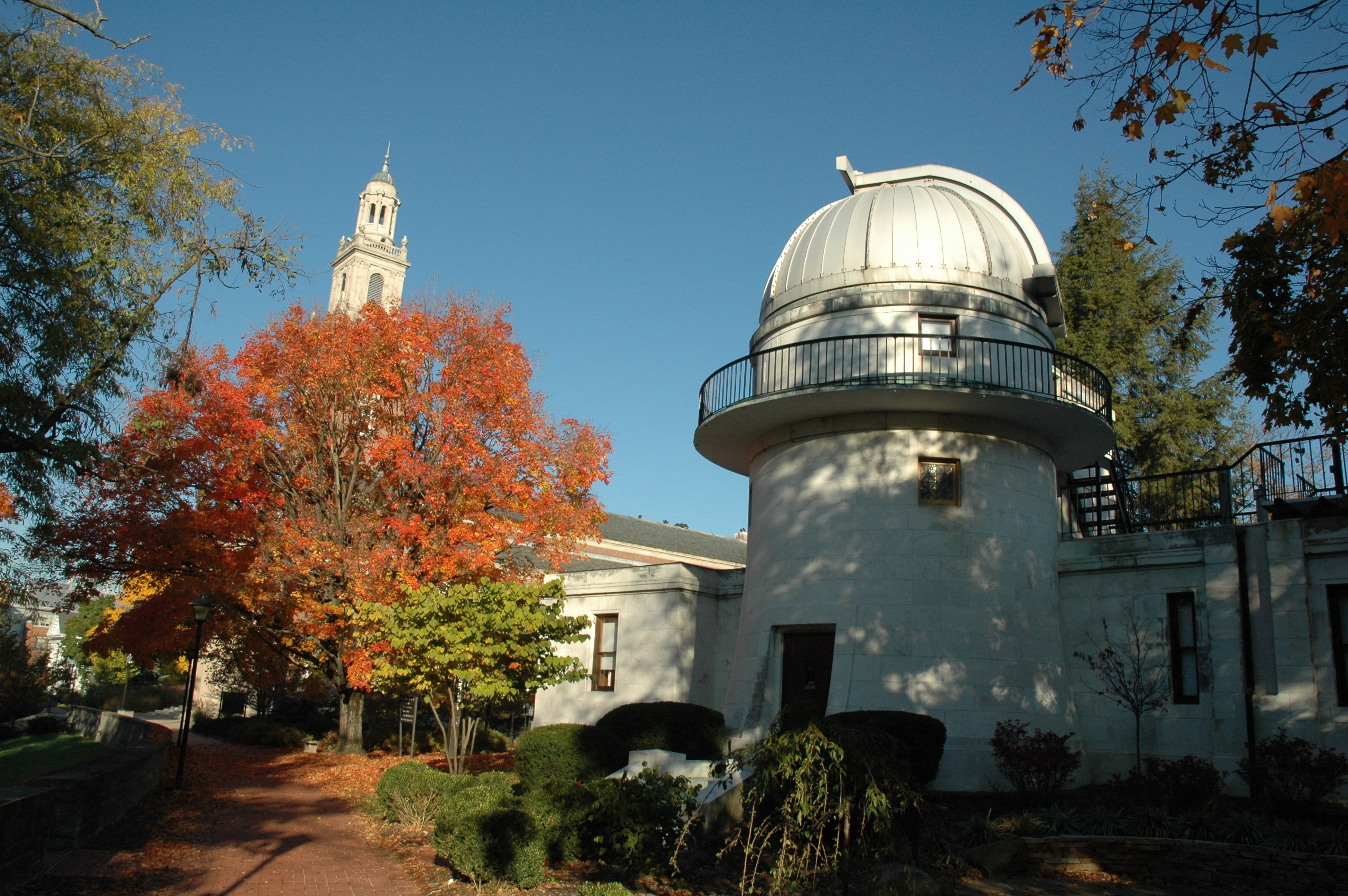
スウェイシー礼拝堂（左）とスウェイシー天文台（右）
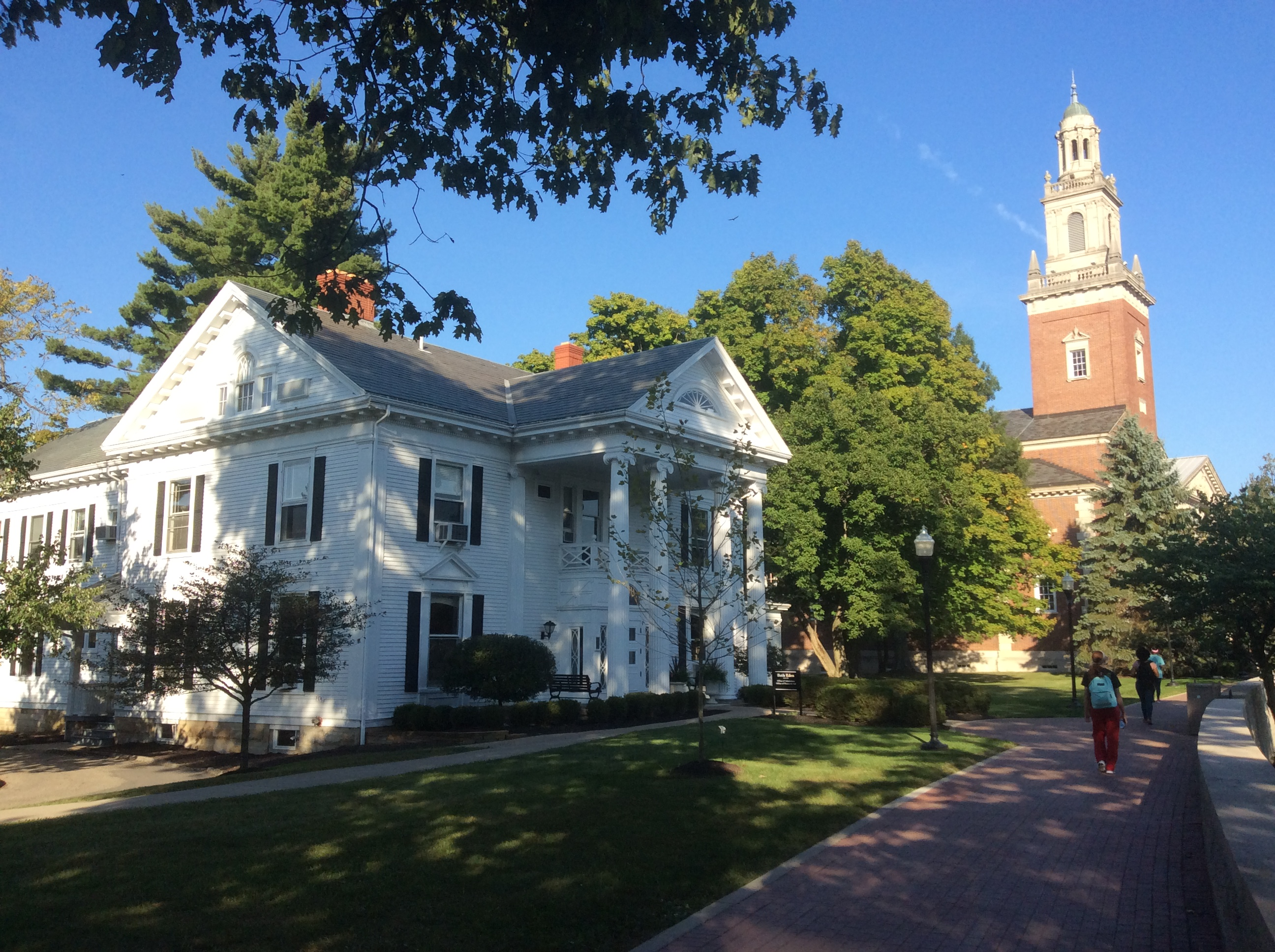
入学事務局・学費援助局が入っているベス・エデン。右はスウェイシー礼拝堂。
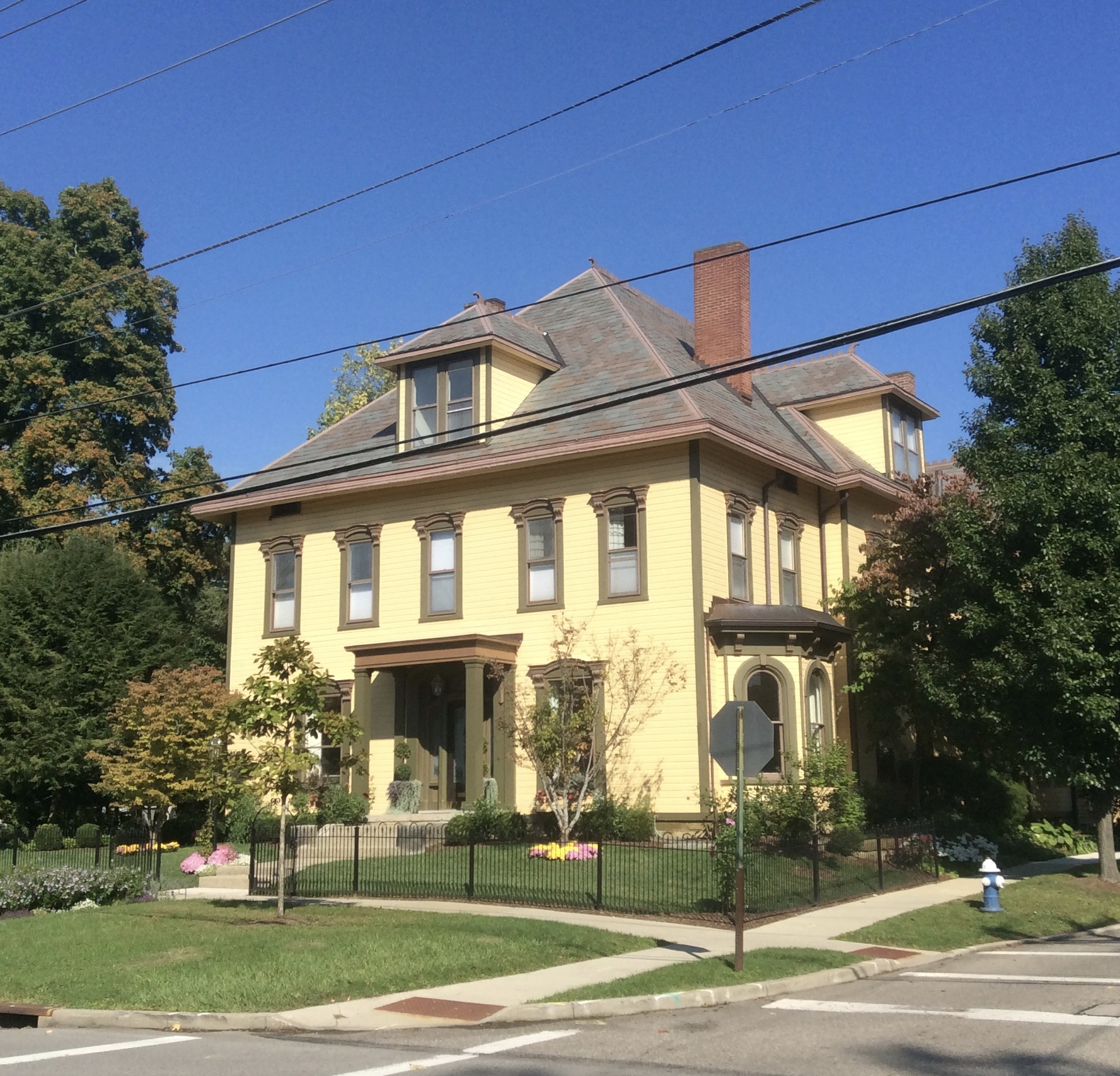
卒業生・家族エンゲージメント局が入っているモノモイ・プレイス
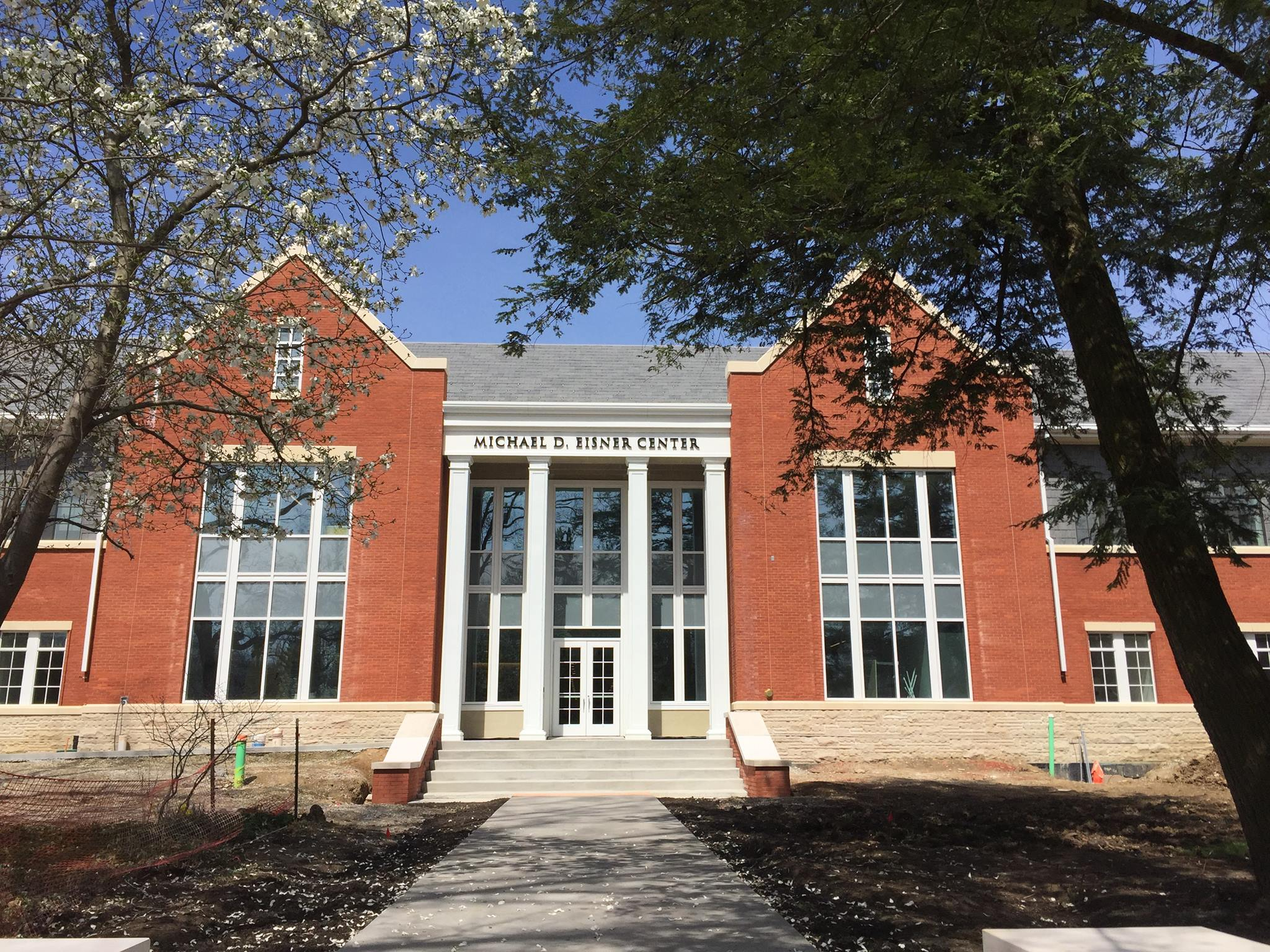
マイケル・D・アイズナー舞台芸術センター
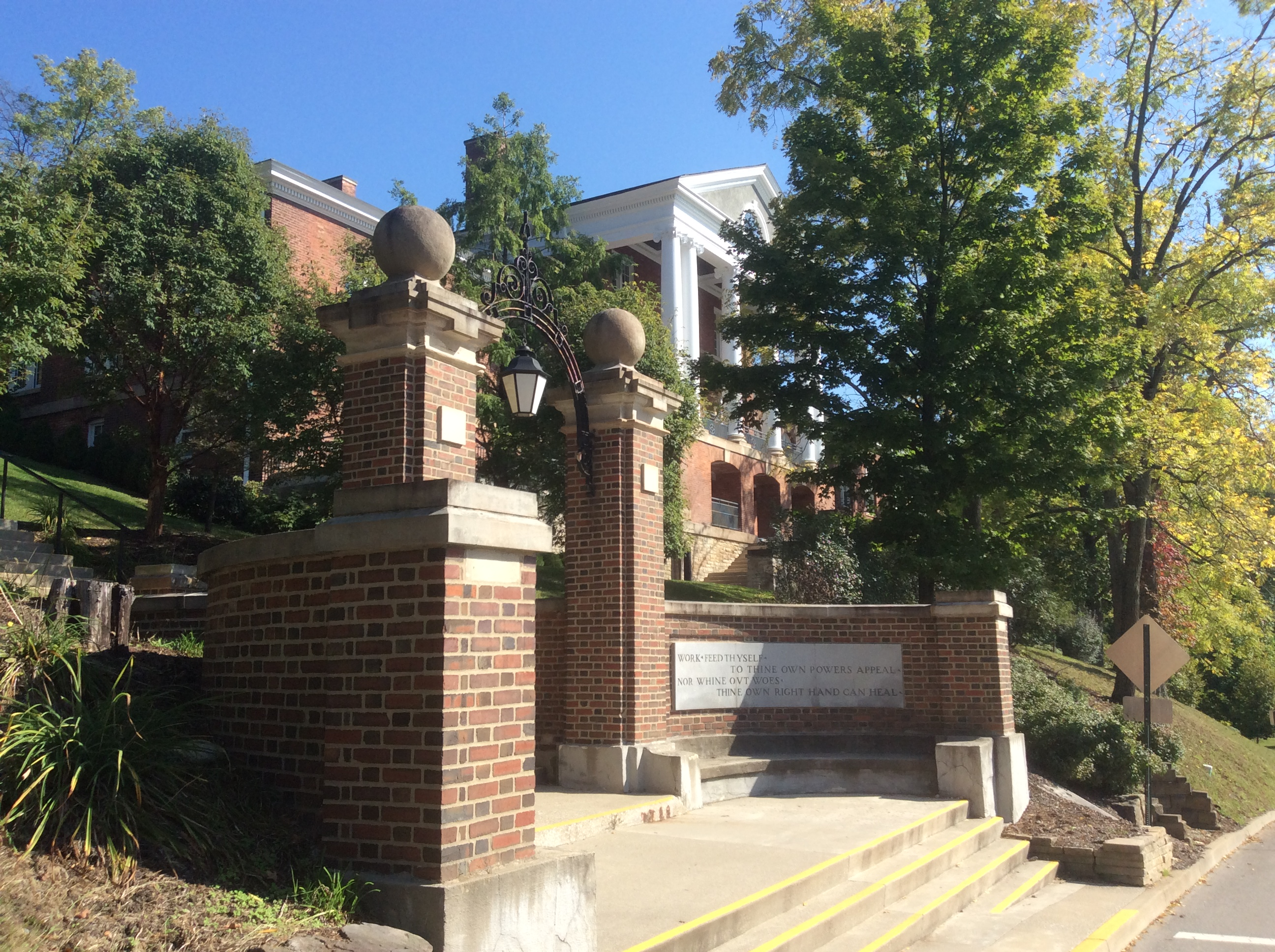
ブライアント芸術センター
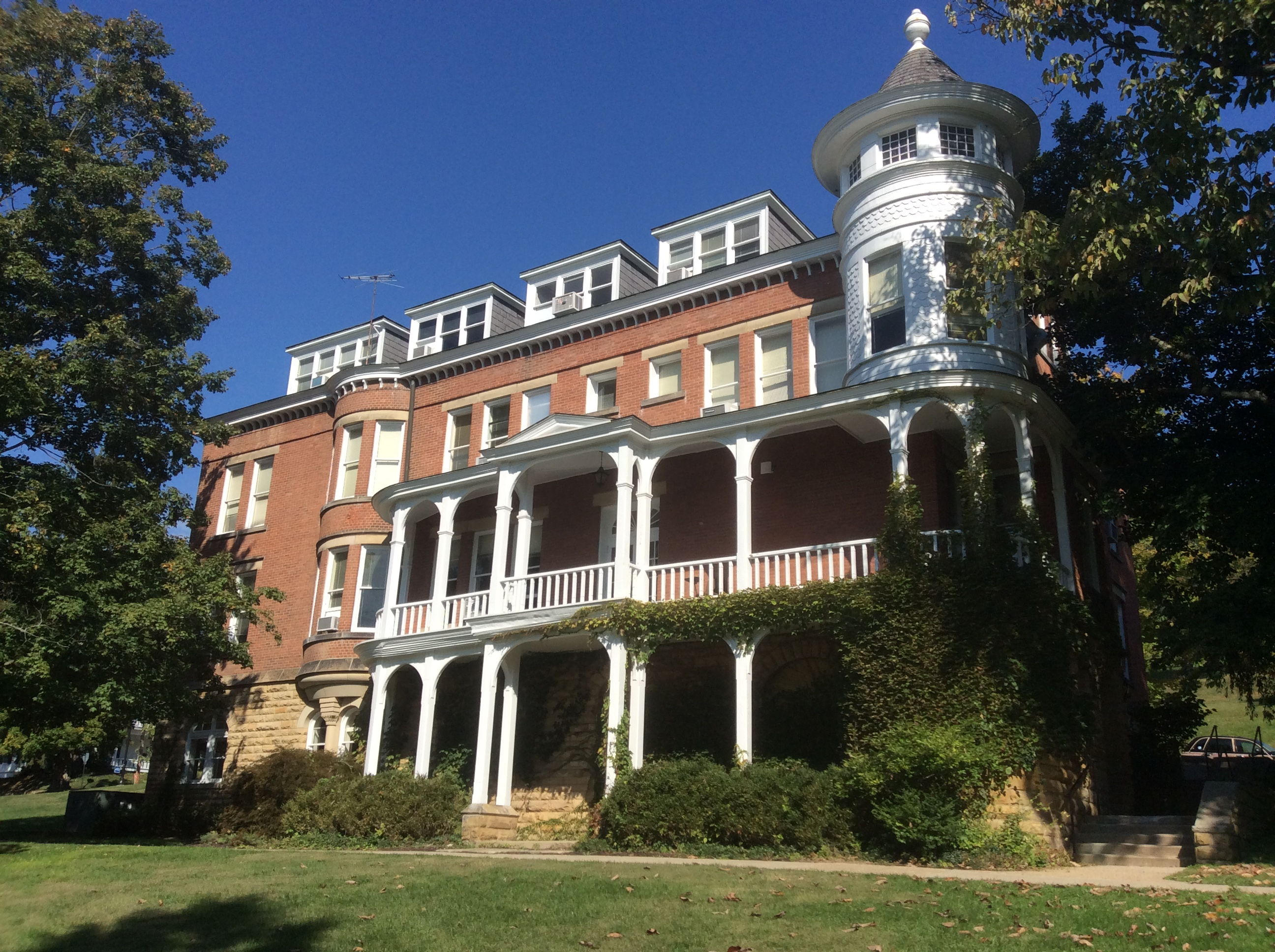
バートン音楽ホール
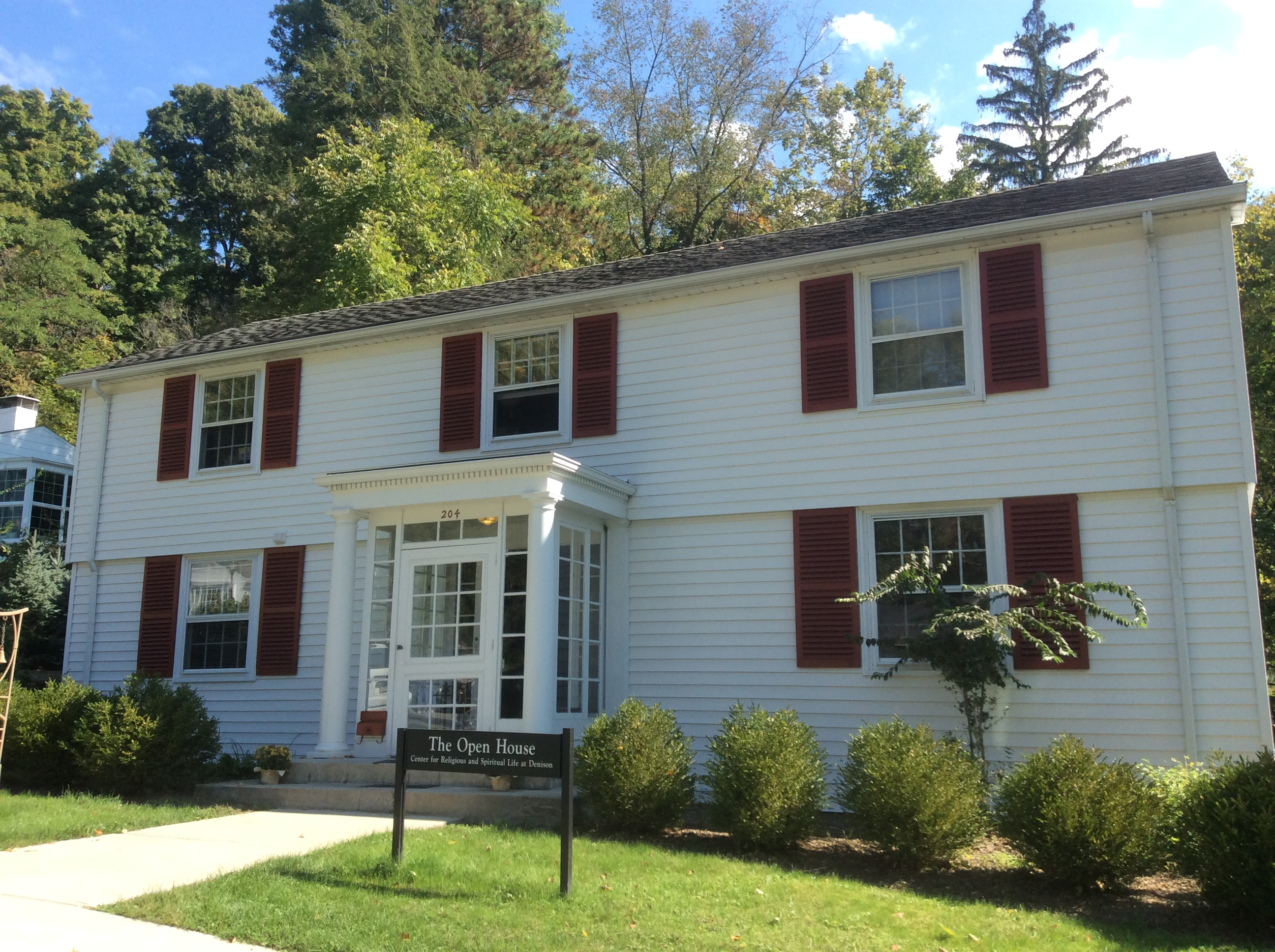
宗教・精神生活センターオープンハウス
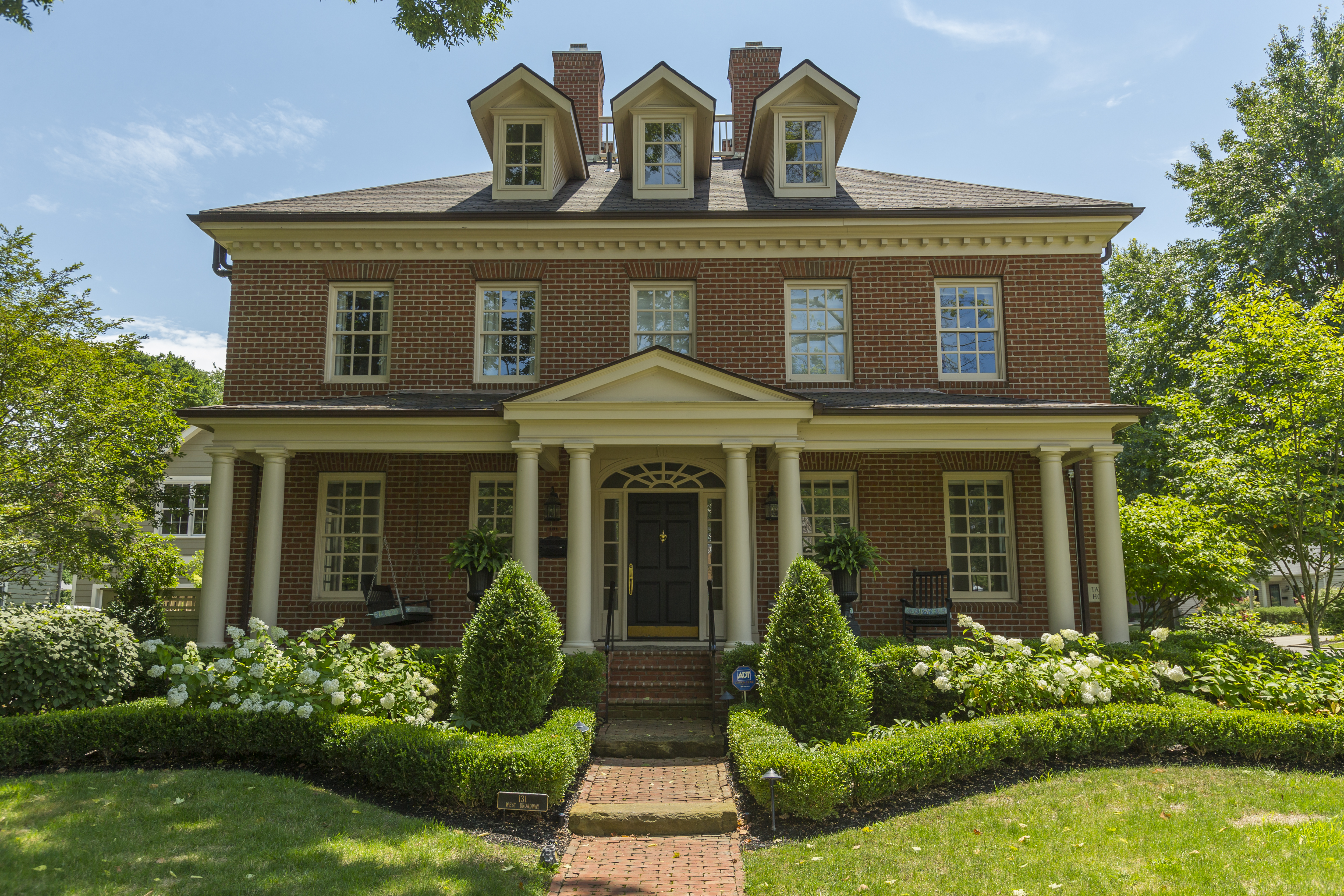
学長邸
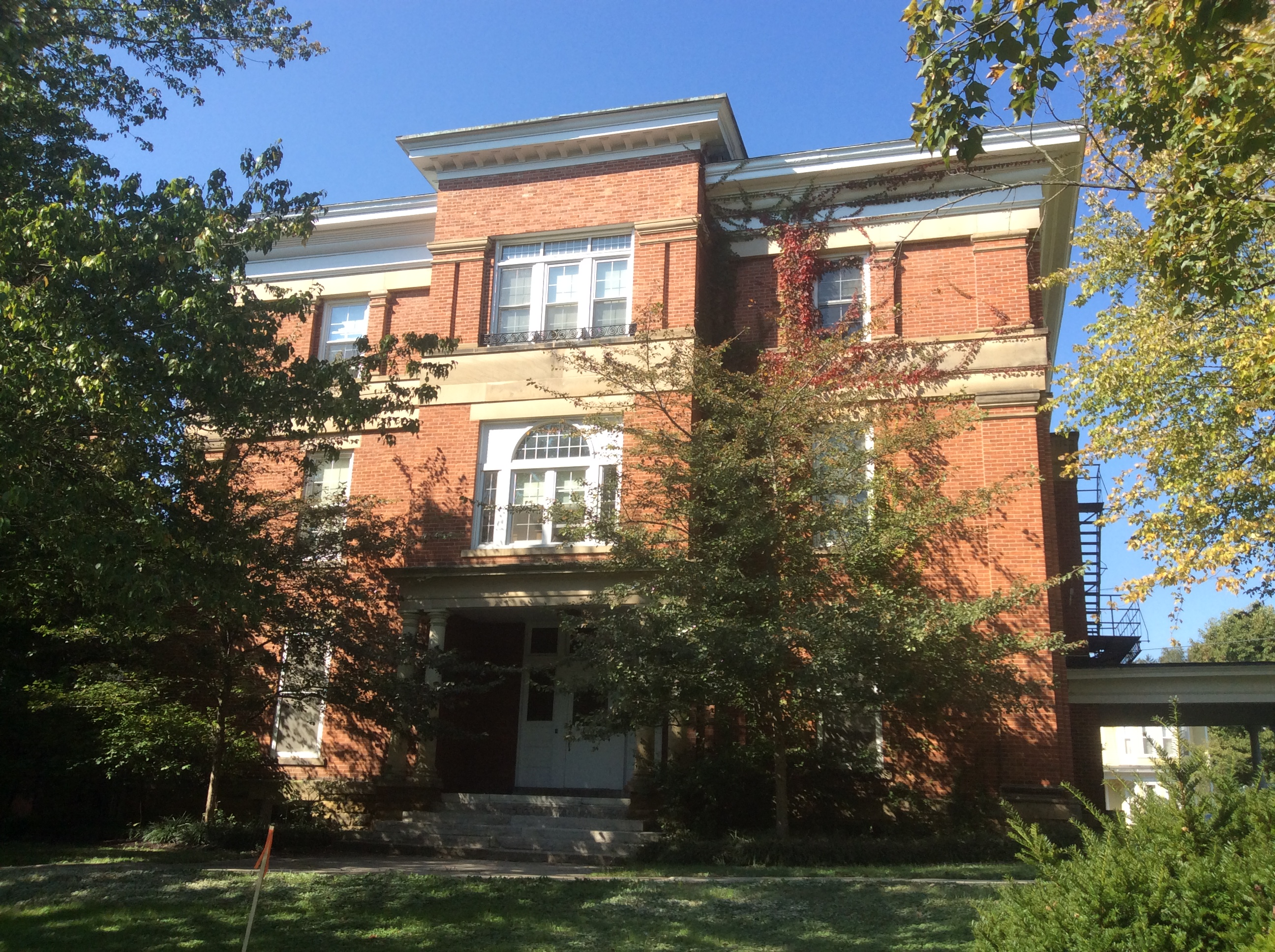
上級生用の学生寮となっているキングス・ホール
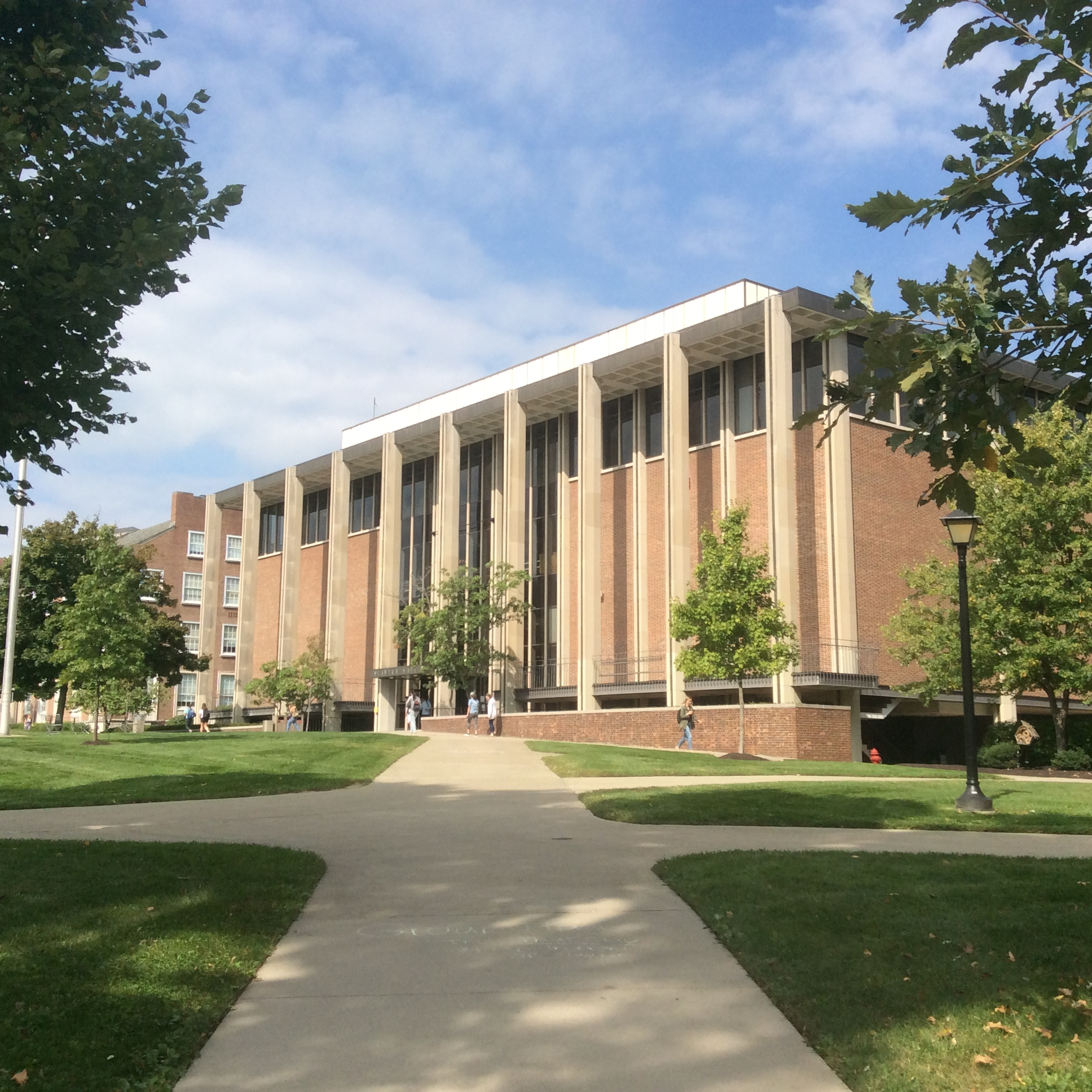
学生自治会が入っているスレイター・ホール
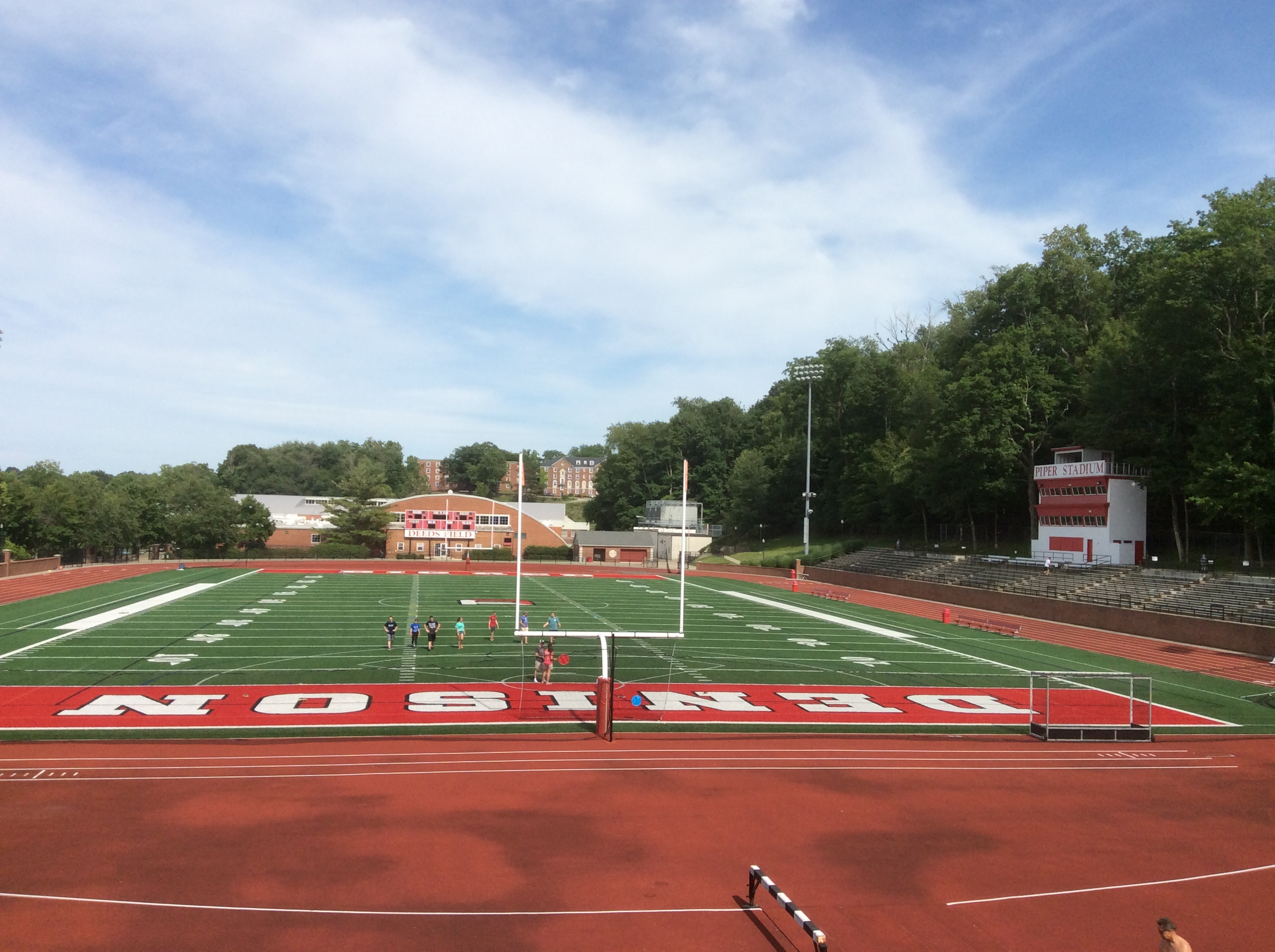
ディーズ・フィールド＝パイパー・スタジアム

## 学術と教育

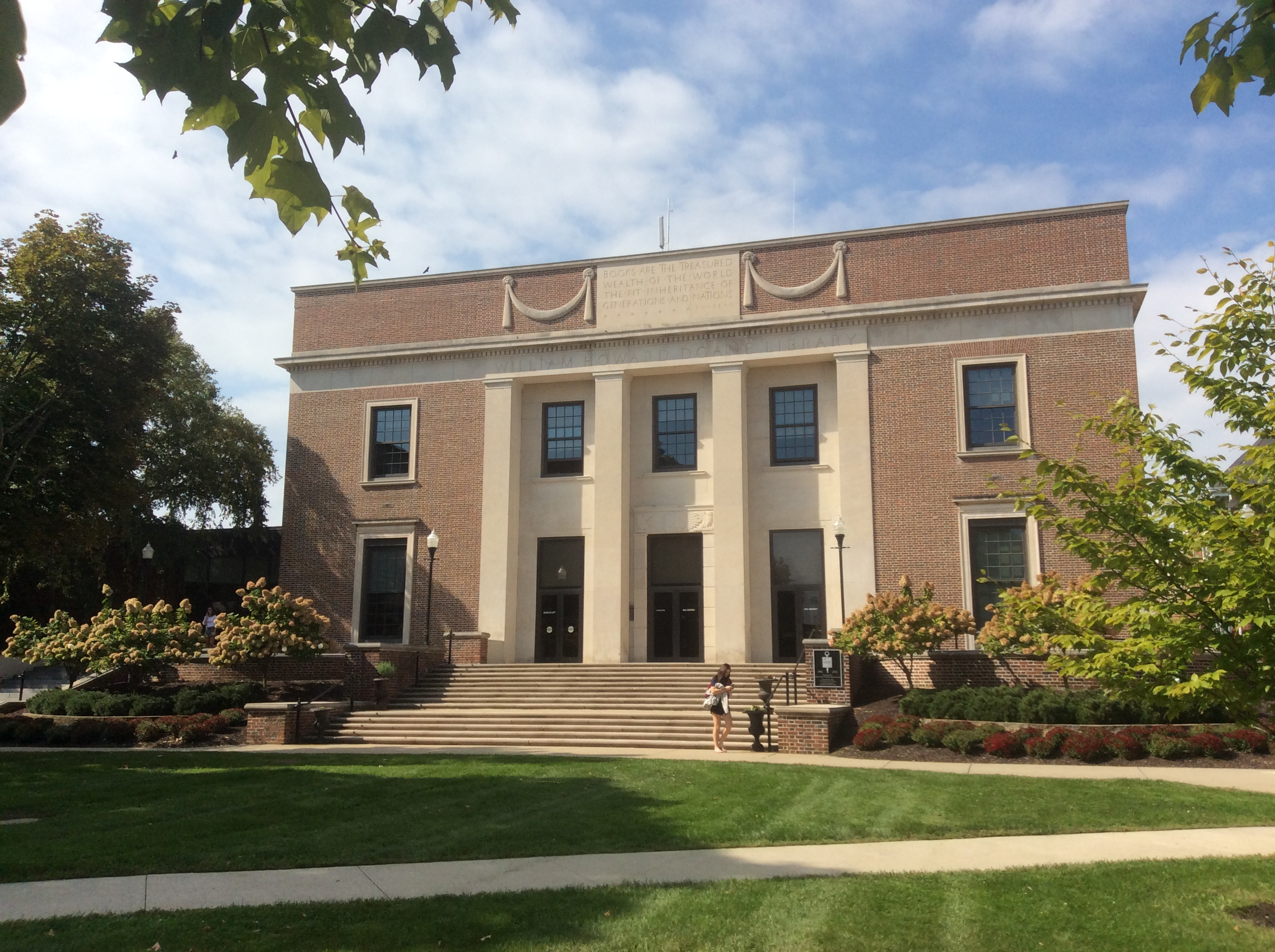
ウィリアム・ハワード・ドーン図書館

デニソン大学は高等教育委員会（HLC、旧北中部大学学校協会/NCA）により認定を受けている。学部生のみ約2,300人の学生を抱え、学生対教授の人数比は9:1、全講義の約70%は20人以下の学生数で行われているという、リベラル・アーツ・カレッジの特徴とも言える少人数制教育を徹底して行っている。

### カリキュラム

#### 一般教育科目
デニソン大学はその一般教育科目を、学生がリベラル・アーツのもたらす幅広い「問い」に向き合い、その核となる能力を磨くためのものとして位置づけている。加えて、同学はグローバルな視点を養うことも一般教育科目の目的の1つとしている。これらを達成するため、同学では一般教育科目として下記全てを履修することを卒業要件の1つとしている。
- 1年次作文集中ワークショップ
- 芸術分野: 2科目
- 自然科学分野: 2科目（うち1科目は実験を含む）
- 社会科学分野: 2科目
- 人文科学分野: 2科目
- 学際的科目: 黒人研究、データ解析、東アジア研究、環境研究、国際研究、ラテンアメリカ・カリブ海地域研究、クィア研究、および女性・ジェンダー研究のうち1科目
- 外国語科目: 大学初級レベル修了まで（2科目）。ただし、高校において外国語を履修した者は、プレースメントテスト受験の上、中級レベル前半修了、もしくは同等の能力を示すことが望まれている。

また、上記科目のうち5科目は、下記に挙げる能力要件を満たせるものであることが求められている。
- 力と正義 1科目
- 数量: 1科目
- 口頭コミュニケーション: 1科目
- 作文: 2科目

#### 専攻
デニソン大学は50以上の専攻プログラムを提供し、学士（Bachelor of Arts、Bachelor of Science、Bachelor of Fine Arts）の学位を授与している。各学生は同学が提供する専攻プログラムの中から、もしくは自分で設計し履修する学際的専攻を、2年次修了までに決定する。各学生が在学中に履修する科目のうち、およそ1/3は専攻の科目で占められることになる。
一般教養科目および専攻科目以外で、各学生が卒業要件単位数を満たすまで履修する科目は「選択科目」の枠となる。この枠に該当する科目は、同学が提供する幅広い科目の中から自由に選んで履修することができる他、学外学習プログラムへの参加を以って充てることもできる。また、この枠を用いて、2つ目の専攻（ダブルメジャー）や副専攻、集中研究領域を持つこともできる。

### 提携プログラム
デニソン大学で数学（線型代数学・微分積分学）、物理学、化学、および計算機科学の基礎的な科目を含め3年（もしくは4年）、その後提携先大学の工学部で2年学ぶことで、デニソン大学の学士、および提携先大学の工学士の両方の学位を取得できる3-2プログラムが提供されている。このプログラムを通じて同学と提携しているのは、レンセラー工科大学、ワシントン大学（セントルイス）、およびコロンビア大学の3校である。
また、デニソン大学は五大湖大学連盟（Great Lakes Colleges Association、GLCA）の加盟校であり、同じく同連盟に加盟しているアーラム大学が主催する、早稲田大学との日本研究留学プログラムに参加している。このプログラムを通じて、同学から早稲田大学に留学生を派遣し、また同学に早稲田大学からの留学生を受け入れている。

### ランキングと入試
デニソン大学はヒドゥン・アイビーの1つにも数えられ、USニューズ&ワールド・レポート誌が毎年出している大学ランキングでは、全米のリベラル・アーツ・カレッジの中で50位以内に入る評価を受けている。合格者の中間50%（25-75パーセンタイル）の大学進学標準試験における成績は、SATではCritical Reading（国語）とMath（数学）の合計1600点満点中1200-1410点、ACTでは36点満点中27-31点となっている。例年、志願者数に対する合格率は3割前後にとどまる。州内のケニオン大学、ウースター大学、マイアミ大学のほか、お隣ペンシルベニア州の伝統校ディッキンソン大学がよく併願される。

## 註
1. 1 2 3 4 5 6 7 8 9  Fast Facts. Denison University. 2020年6月24日閲覧.
2. 1 2 3 4  Our History. Denison University. 2020年6月24日閲覧.
3. 1 2 3 4 5 6 7  Denison University. U.S. News & World Report. 2019年. 2020年6月24日閲覧.
4. ↑  Logos & Branding. Denison University. 2020年6月24日閲覧.
5. 1 2  Accreditations & Affiliations. Denison University. 2020年6月24日閲覧.
6. 1 2  Denison Uniersity. Higher Learning Commission. 2020年6月24日閲覧.
7. 1 2  Greene, Howard and Matthew W. Greene. Greenes' Guides to Educational Planning: The Hidden Ivies, 3rd Edition: 63 of America's Top Liberal Arts Colleges and Universities. New York: HarperCollins. 2016年. ISBN 978-0062420909.
8. 1 2  Best Colleges 2020: National Liberal Arts Colleges Rankings. U.S. News & World Report. 2019年. 2020年6月24日閲覧.
2020年版（2019年発行）では43位であった。
9. ↑  Heritage and Promise, Denison 1831-1981, p.9.
10. 1 2  Heritage and Promise, Denison 1831-1981, p.14.
11. ↑  Heritage and Promise: Denison 1831-1981, pp.21–22.
12. ↑  Denison: The Story of an Ohio College, pp.84–85.
13. ↑  Shepardson, p.32.
14. ↑  Heritage and Promise: Denison 1831-1981, p.12.
15. ↑  Shepardson, pp.180–181.
16. ↑  Shepardson, pp.186, 193.
17. ↑  Denison: The Story of an Ohio College, p.227.
18. ↑  Heritage and Promise: Denison 1831-1981, p.114.
19. ↑  Heritage and Promise: Denison 1831-1981, p.49.
20. ↑  Heritage and Promise: Denison 1831-1981, pp.71-72.
21. ↑  Shepardson, pp.348–351.
22. ↑  V-12 Navy Trainees Company F, 2nd Platoon in Front of Stone Hall, 1945, V-12 Marine Trainees. Digital Exhibits, Denison University Archives and Special Collections. Denison University. 2020年6月28日閲覧.
23. ↑  Heritage and Promise: Denison 1831-1981, pp.176–177.
24. 1 2  Campus Map. Denison University. 2020年6月25日閲覧.
25. ↑  Denison Museum: The Collection. Denison University. 2020年6月25日閲覧.
26. ↑  Transportation. Denison University. 2020年6月25日閲覧.
27. 1 2  General Education Program. Denison University. 2020年6月24日閲覧.
28. ↑  Academic Majors. Denison University. 2020年6月24日閲覧.
29. ↑  Minors, Concentrations and Electives. Denison University. 2020年6月24日閲覧.
30. ↑  Pre-Engineering. Denison University. 2020年6月24日閲覧.
31. ↑  Our Colleges. Great Lakes Colleges Association. 2020年6月24日閲覧.
32. ↑  Japan Study. Earlham College. 2020年6月24日閲覧.
33. ↑  早稲田大学協定校一覧. p.4. 早稲田大学. 2020年2月1日. 2020年6月24日閲覧.